# Aeródromo Yauri
Es un aeródromo de uso civil que sirve a la ciudad de Espinar (OACI: SPIY), este solo tiene capacidad para avionetas, su superficie es asfaltada y su longitud es de 2500 m/8202 p en dirección 18/36.